# Wadern
Wadern és una ciutat i municipi del districte de Merzig-Wadern a l'estat federat alemany de Saarland. És el tercer municipi del Saarland en grandària després de Saarbrücken i Sankt Wendel. Forma part de l'àrea on es parla el fràncic mosel·là.

## Nuclis

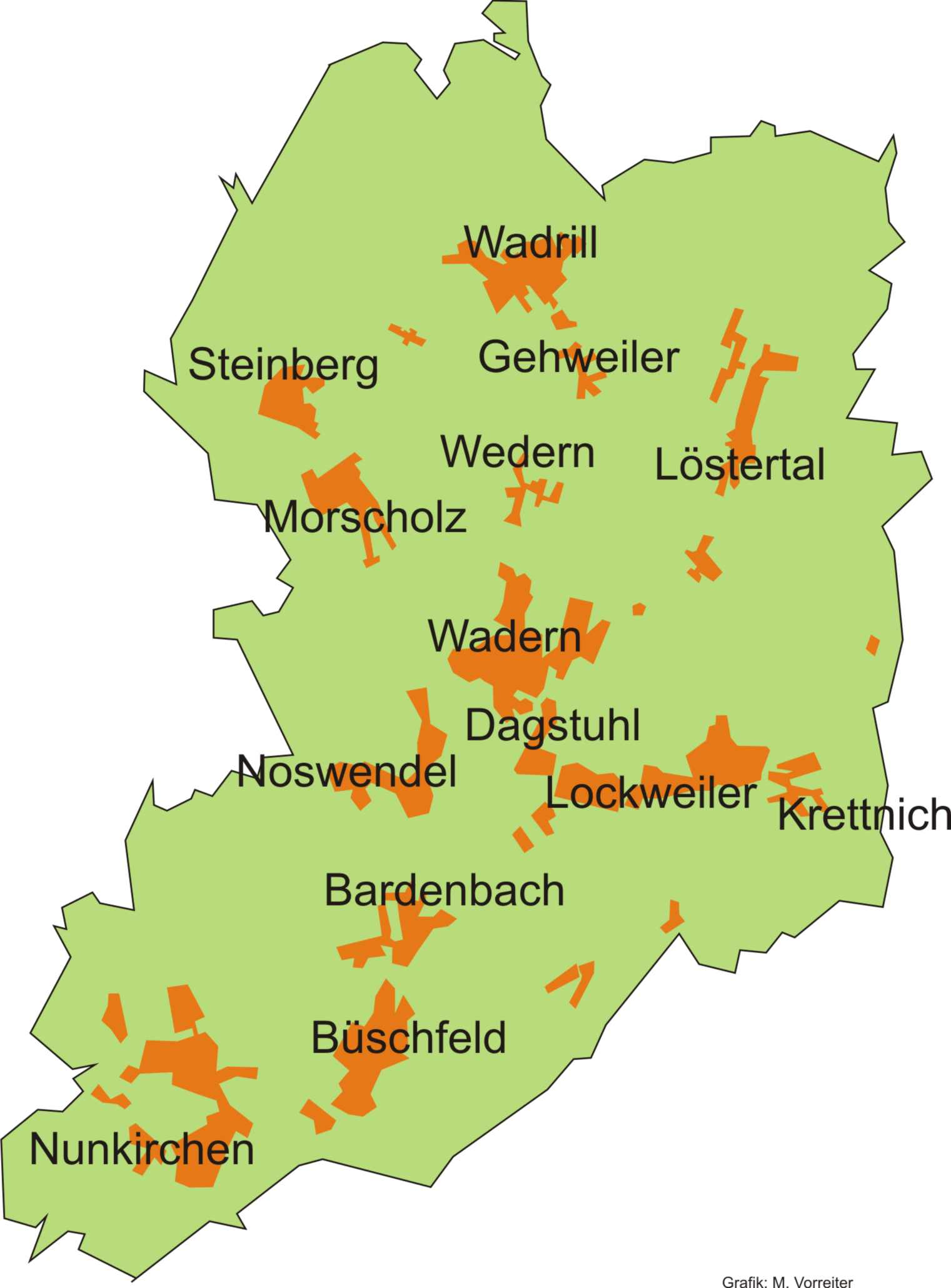
Nuclis de Wadern

- Bardenbach
- Büschfeld
- Dagstuhl
- Gehweiler
- Krettnich
- Lockweiler
- Löstertal
- Morscholz
- Noswendel
- Nunkirchen
- Steinberg
- Wedern
- Wadrill
- Wadern

## Persones notables
- Anke Rehlinger (1976), política